# Стамфорд бриџ (стадион)
Стамфорд бриџ (енгл. Stamford Bridge) је фудбалски стадион који се налази у Лондону и на коме игра ФК Челси. У склопу стадиона налази се музеј са бројним трофејима и признањима међу којима је и реплика трофеја УЕФА Лиге Шампиона коју је Челси освојио 2012. године.